# Smîciîn, Horodnea
Smîciîn (în ucraineană Смичин) este localitatea de reședință a comunei Smîciîn din raionul Horodnea, regiunea Cernihiv, Ucraina.

## Demografie
Componența lingvistică a localității Smîciîn
     Ucraineană (98,35%)
     Rusă (1,65%)
Conform recensământului din 2001, majoritatea populației localității Smîciîn era vorbitoare de ucraineană (98,35%), existând în minoritate și vorbitori de rusă (1,65%).